# IGNITE (曲)
「IGNITE」（イグナイト）は、藍井エイルの楽曲。 Eirが作詞、小川智之が作詞・作曲を手掛けた。藍井の7枚目のシングルとして2014年8月20日にSME Recordsから発売された。

## 音楽性
本曲は、テレビアニメ『ソードアート・オンラインII』ファントム・バレット編のオープニングテーマに起用された。テーマは「勇気」と「再生」で、トラウマや恐怖感に囚われた人物の葛藤を歌っている。一方「点火する」、「燃え上がらせる」を意味する「IGNITE」は、シューティングをテーマとした同アニメの世界観を反映したかったため入れたという。
歌詞には楽曲の登場人物と対になる配色を盛り込みたかったため敢えて涙を象徴する「赤」と炎を象徴する「青」を選んだという。比喩表現は当初分かりにくく、歌詞として表現できないと感じたため小川と相談した上で最終的に当初書いていた歌詞を破棄し、平易なものに変更したという。一方サビでは声色を美しく表現することと主人公の心情の変化を表現するため、藍井自身の提案によりチェストボイスとファルセットを使い分けて地声で歌ったという。
曲はSOを象徴する電子音とバンドサウンドを融合して制作されたもので、調性はA・Bメロが葛藤や迷い、サビが自分の信念を貫く勇気を反映しているという。
レコーディングではサビのキーが高く、難しいと感じたもの作中のキャラクターたちの心情に似ているため敢えて変更は行わなかったという。
PVは、曲同様「再生」をテーマとしているため、藍井自身が倒れたり、彼女の背中目がけてレーザーが照射される内容になっている。なお藍井は過去に花火に関してトラウマがあったため発煙筒への着火を躊躇っていたが、今までの弱い自分から脱却するため代役を立てることなく藍井自身が行ったという。

## シングルリリース
2014年8月20日にSME Recordsから発売された。藍井のシングルとしては前作「虹の音」から7か月ぶりのリリースとなる。
初週売上枚数2.1万枚売上、その後タイアップのSAO効果もあり最終的に4.1万枚売上、藍井エイルの代表作の1つになった。通算3作目の4万枚超えを記録。
販売形態は初回生産限定盤（SECL-1552/3）・通常盤（SECL-1554）・期間生産限定盤（SECL-1555/6）の3種リリース。初回限定盤には本曲のPV、メイキング、2014年4月18日に渋谷公会堂で開催された「AUBE TOUR 2014-Final」の模様、『リスアニ!TV』で放送された「春奈るな×藍井エイル特集/巨大迷路編」のエイルバージョンを収録したDVDが同梱されている。一方期間限定盤には『ソードアート・オンラインII』ノンクレジットオープニング映像を収録したDVDが同梱されている。なお期間限定盤のジャケットには、同アニメの主人公であるキリトの、作中に登場するVRMMORPG『ガンゲイル・オンライン（GGO）』におけるアバターが描かれている。
2曲目「Brainwash」は、藍井曰く「マイナー調のロックチューン」。制作に際しては安田レイが考案したタイトルを基に藍井自身への応援歌的な歌詞に仕上げたという。
3曲目「泡沫」は、歌謡曲風のバラードソングで、タイトルは藍井自身が『人魚姫』を読んだ上で書き上げたという。そのためアレンジに際しては波や泡の効果音を入れたという。

## シングル収録内容

### 初回生産限定盤・通常盤
| #         | タイトル                 | 作詞         | 作曲      | 編曲      | 時間  |
| --------- | ------------------------ | ------------ | --------- | --------- | ----- |
| 1.        | 「IGNITE」               | Eir 小川智之 | 小川智之  | Saku      | 4:04  |
| 2.        | 「Brainwash」            | Eir 安田貴広 | 安田貴広  | 安田貴広  | 3:18  |
| 3.        | 「泡沫」                 | Eir          | Eir       | 山下洋介  | 5:00  |
| 4.        | 「IGNITE」(Instrumental) |              |           |           | 4:01  |
| 合計時間: | 合計時間:                | 合計時間:    | 合計時間: | 合計時間: | 16:23 |

| #  | タイトル                                                        | 作詞 | 作曲・編曲 | 時間 |
| -- | --------------------------------------------------------------- | ---- | ---------- | ---- |
| 1. | 「IGNITE」(Music Video)                                         |      |            | 4:07 |
| 2. | 「Making of 「IGNITE」」                                        |      |            |      |
| 3. | 「-AUBE TOUR 2014-Final 2014.4.18 渋谷公会堂」                  |      |            |      |
| 4. | 「リスアニ! TV」(藍井エイル×春奈るな特集/巨大迷路編 -Eir ver.-) |      |            |      |

### 期間生産限定盤
| #         | タイトル                 | 作詞  | 作曲・編曲 | 時間 |
| --------- | ------------------------ | ----- | ---------- | ---- |
| 1.        | 「IGNITE」               |       |            | 4:04 |
| 2.        | 「Brainwash」            |       |            | 3:18 |
| 3.        | 「泡沫」                 |       |            | 5:00 |
| 4.        | 「IGNITE」(TV size ver.) |       |            | 1:31 |
| 合計時間: | 合計時間:                | 13:53 |            |      |

| #  | タイトル                                                                 | 作詞 | 作曲・編曲 |
| -- | ------------------------------------------------------------------------ | ---- | ---------- |
| 1. | 「TVアニメ『ソードアート・オンラインII』ノンクレジットオープニング映像」 |      |            |

## チャート
| チャート（2014年）                | 最高位 |
| --------------------------------- | ------ |
| オリコン                          | 9      |
| Billboard Japan Hot 100           | 1      |
| Billboard Japan Hot Animation     | 1      |
| Billboard Japan Hot 100 Airplay   | 87     |
| Billboard Japan Top Singles Sales | 4      |

## カバー
- 佐藤麗華（帆風千春）（2020年） - 「22/7 音楽の時間」に収録。
- 真壁瑞希（阿部里果）・伊吹翼（Machico）・箱崎星梨花（麻倉もも）・ジュリア（愛美）・田中琴葉（種田梨沙）（2022年） - 「ソードアート・オンライン×アイドルマスター ミリオンライブ!コラボ」の一環として「シアターデイズ」のイベント楽曲としてカバー。